# Gymnopilus testaceus
Gymnopilus testaceus là một loài nấm thuộc họ Cortinariaceae.